# Eustaquio Ilundain
Eustaquio Ilundain y Esteban (Pamplona, España, 20 de agosto de 1862-Sevilla, España, 10 de agosto de 1937) fue un arzobispo y cardenal español. Ocupó los cargos de obispo de Orense (1905-1920) y arzobispo de Sevilla (1920-1937). 

## Biografía

Escudo de Eustaquio Ilundain.

Nació en Pamplona en 1862. En 1873 inició sus estudios de Latín con un profesor seglar, al estar cerrado el Seminario de Pamplona por la tercera guerra carlista. 

### Formación
Una vez reabierto el seminario, ingresó para cursar sus estudios de Humanidades, Filosofía y Teología. Fue ordenado sacerdote en 1886. En 1887 obtuvo el doctorado en Sagrada Teología en la Universidad Pontificia de Toledo. 

### Vida sacerdotal y docente
De 1887 a 1890 fue profesor de Teodicea, Ética y Derecho natural, y catedrático de Metafísica en el Seminario de Pamplona. En 1891 ganó por oposición el cargo de canónigo magistral de la catedral de Ciudad Real. De 1891 a 1903 fue profesor de Teología en el Seminario de Ciudad Real, del que también fue rector durante unos años.
En 1903 obtuvo por oposición el cargo de arcipreste de la catedral de Segovia y fue nombrado rector del Seminario de Segovia. En esta época le ofrecieron el obispado de Canarias, pero lo rechazó, viéndose obligado a aceptar el de Orense poco después.

### Episcopado
El 14 de noviembre de 1904 es nombrado por el papa Pío X obispo de Orense, siendo consagrado como tal el 13 de marzo de 1905. En el periodo 1907-1908 recibe el cargo de senador del Reino de España por el Arzobispado de Santiago de Compostela. El 16 de diciembre de 1920 se convierte en el nuevo arzobispo de la diócesis de Sevilla en sustitución de Enrique Almaraz y Santos, nombrado arzobispo de Toledo.

### Cardenalato
El 30 de marzo de 1925 es nombrado Cardenal presbítero de San Lorenzo en Panisperna por el Papa Pío XI. Falleció el 10 de agosto de 1937, siendo nombrado en su sustitución arzobispo de la diócesis de Sevilla Pedro Segura y Sáenz. Fue enterrado en la Capilla de la Virgen de la Antigua de la Catedral de Sevilla.

## Ilundain y Orense
El 12 de abril de 1909, a las doce de la mañana, la Guardia Civil, reclamada por Ilundain, disparó contra los vecinos de San Cristóbal de Cea (ayuntamiento de Oseira) que se habían reunido delante de la iglesia del monasterio de Oseira para protestar por el traslado de un baldaquino barroco que el obispo quería llevarse a otra parte, supuestamente por razones de seguridad dado el mal estado que presentaba. El resultado fueron nueve muertes (entre ellos una mujer embarazada y una niña). El 1919 encargó al escultor Maximino Magariños Rodríguez el retablo mayor de la Iglesia de Santiago de As Caldas.

## Ilundain y Sevilla
Durante los 17 años que permaneció a cargo de la diócesis de Sevilla, tuvo que superar diversas dificultades relacionadas con la difícil situación española en el periodo republicano y las discrepancias entre la Iglesia y el Estado. 
Su relación con las hermandades de Semana Santa fue también complicada, prohibió el cante de saetas por considerar que no partían de un impulso de piedad, sino que eran interpretadas por profesionales del flamenco contratados previamente, asimismo prohibió la presencia de mujeres tras las procesiones, limitando su número a un máximo de 40 siempre y cuando su presencia en la estación de penitencia fuera una costumbre muy arraigada. También marcó estrictas directrices sobre las paradas injustificadas de los pasos durante el recorrido de las hermandades.
El 1 de febrero de 1929, algunos vecinos del barrio de la Macarena se enfrentaron directamente a una de sus decisiones, la de nombrar a Leoncio Martínez de Bourio Sánchez nuevo hermano mayor de la Hermandad de la Esperanza Macarena, el acto de toma de posesión no pudo celebrarse por imposibilidad física, y el candidato presentó su dimisión, ya que las mujeres del barrio le tiñeron de añil en dicha ceremonia. A pesar de ello insistió reiteradamente en que se cumpliera lo por él ordenado, aunque finalmente no lo lograría.
Sin embargo algunos políticos sevillanos, como el republicano Diego Martínez Barrio con quien se entrevistó en varias ocasiones, lo consideraron un hombre dado a la mediación y el entendimiento con quien hubiera sido más fácil llegar a acuerdos y solucionar las relaciones Iglesia-Estado que con otros miembros de la jerarquía, como el cardenal Pedro Segura que hasta 1931 había sido cardenal primado de España y fue a partir de 1937 su sucesor en la archidiócesis.

## Obras

### Libros:
- Curso espiritual del seminarista (Madrid, 1899).

## Sucesión
| Predecesor: Pascual Carrascosa y Gabaldón | Obispo de Orense 1904 – 1920     | Sucesor: Florencio Cerviño y González |
| Predecesor: Enrique Almaraz y Santos      | Arzobispo de Sevilla 1920 - 1937 | Sucesor: Pedro Segura y Sáez          |